# كيرميت ريتلاند
كيرميت ريتلاند هو عالم بيئة وعالم في علم الوراثة. وهو أستاذ في قسم علوم الغابات والحفاظ عليها في جامعة كولومبيا البريطانية.
يعرف ريتلاند بأبحاثه في علم البيئة وعلم الوراثة وعلم الجينوم، مع التركيز بشكل خاص على مجموعات الغابات وأنظمة تربية النباتات. كان جزءًا من أول مشروع لجينوم الأشجار في العالم والذي كان عبارة عن جهد تعاوني شمل 34 مؤسسة. وحصل على منحة من مؤسسة كندا للابتكار لتمويل أبحاثه في مجال جينوميات الغابات. كما أجرى دراسات حول علم الوراثة لدب الكيرمود، وهو النسخة البيضاء من الدب الأسود الأمريكي، وجمع ريتلاند عينات من الشعر للمساهمة في فهم العوامل التي تؤثر على تلوينها الفريد.

## التعليم
حصل ريتلاند على درجة البكالوريوس في العلوم من جامعة واشنطن، سياتل، وأكمل درجة الدكتوراه في عام 1982 في جامعة كاليفورنيا، ديفيس، في تخصص علم النبات وعلم الوراثة.

## الأبحاث
قام ريتلاند بالبحث في علم الأحياء والوراثة النباتية، لفحص الجينومات المتسلسلة للسلالات الرئيسية للنباتات الأرضية. شمل عمله علم الوراثة السكانية والكمية، مع التركيز بشكل خاص على أنظمة تربية النباتات، مما ساهم في تطوير أساليب إحصائية جديدة في علم الوراثة وعلم الجينوم، وخاصة في سياق علم الوراثة المحافظة في أشجار الغابات.

### العلامات الجزيئية والعلاقات الجينية في المجتمعات الطبيعية
قام ريتلاند باستكشاف تأثير تغير المناخ على أشجار الغابات، وخاصة عواقب تدفق الجينات. وقد اقترح نموذج تزاوج مختلط لمواقع متعددة غير مرتبطة موضحًا إجراءً لتقدير معدلات التهجين باستخدام البيانات الجينية من العائلات. في عام 1996، قدم تقديرات طريقة اللحظات لمعاملات العلاقة والتهجين الداخلي المكونة من جينين، إلى جانب معاملات كوترمان المكونة من أربعة جينات. قام ريتلاند ومايكل لينش بتقديم تقديرات الانحدار للتقدير المشترك لمعاملات العلاقة بين جينين وأربعة جينات باستخدام العلامات الجزيئية المهيمنة في مجموعات التهجين العشوائي. قدمت دراسته حول أنظمة تهجين النباتات المنشورة في مجلة هيريدتي (بالإنجليزية: Heredity)‏ أربعة امتدادات نموذجية باستخدام العلامات الجينية، مما يوفر صيغًا لمقدري طريقة اللحظات لمعدلات التهجين الفردية في كل من عاريات البذور ومغلفات البذور. الإضافة إلى ذلك، قام بالتحقيق في توازن العواقب الإيجابية والسلبية لتدفق الجينات في أقسام التوزيع المختلفة، مما يشير إلى إجراء بحث متكامل في علم الأحياء الانتشاري.

### التحليل الجينومي
قدمت شركة ريتلاند مساهمات في مجال علم وراثة الغابات لتحقيق الإدارة المستدامة والحفاظ عليها. وقد أبلغ عن مسودة الجينوم لشجرة القطن الأسود باستخدام تجميع تسلسل البندقية ورسم الخرائط الجينية، مما أدى إلى إعادة بناء على مستوى الكروموسومات والتي كشفت عن أكثر من 45000 جين مفترض لترميز البروتين. كما ساهم في منشور مجلة ناتشر (بالإنجليزية: Nature)‏ لعام 2013 والذي قدم مسودة تجميع الجينوم المكون من 20 جيجا قاعدة لشجرة التنوب النرويجية، والذي حدد السمات الجينومية الجديدة. وفي دراسة حول أدوات المعلوماتية الحيوية القابلة للتطوير، قدم ريتلاند وزملاؤه الباحثون موارد جينومية لإدارة الغابات والحفاظ عليها من خلال الاستفادة من منصات الومينا (بالإنجليزية: Illumina)‏ وبرامج آي بي اس اس (بالإنجليزية: ABySS)‏ لتسلسل الجينوم الكامل. أدى هذا النهج إلى الحصول على مسودة جينوم مكونة من 20.8 جيجا زوج قاعدي من شجرة التنوب الأبيض مجمعة في 4.9 مليون سقالة.

### أنظمة التربية
قدم ريتلاند نموذجًا لنظام التربية للمجموعات التي تتكاثر ذاتيًا بشكل جزئي من خلال استخدام علامات كهربائية في مجموعتين واقترح مواقع علامات ذات أليلات متعددة كحل محتمل. في معالجة تحدي تطوير علامات تكرار التسلسل البسيط في جينومات الصنوبريات، استخدم ريتلاند وزملاؤه علامات التسلسل المعبر عنها من مجموعة بيانات شجرة التنوب أحادية الجين التي تحتوي على 20275 جينًا، وحددوا 44 علامة تسلسل بسيط معبر عنه. وقام أيضا بالتحقيق في تمايز الألياف الوعائية والألياف بين الحزم على طول محور سيقان الترباس في نبات أرابيدوبسيس من خلال الاستفادة من ملف تعريف النسخ العالمي باستخدام مجموعة جينوم أرابيدوبسيس الكاملة، وكشف عن 182 عامل نسخ منظم مرتبط بتطور الألياف.